# 조선로동당 중앙위원회

조선로동당의 구조

조선로동당 중앙위원회 (朝鮮勞動黨中央委員會)는 조선민주주의인민공화국 조선로동당의 중앙 기관이다. 위원은 조선로동당 대회 또는 조선로동당 대표자회에서 선출한다. 중앙위원회는 정치국과 정무국, 검열위원회로 구성되어 있다. 당대회가 열리지 않는 기간 동안 조선로동당 최고 지도기관의 역할을 대행하며 모든 당 사업을 주관한다. 가장 최근의 중앙위원회 전원회의인 2021년 1월 10일 조선로동당 중앙위원회 제8기 제1차 전원회의는 조선로동당 제8차대회 가운데 개최되었다.

## 역사
| 기수 | 의장               | 의장 직함         | 임기                              | 비고                                          |
| ---- | ------------------ | ----------------- | --------------------------------- | --------------------------------------------- |
| 1기  | 김두봉             | 중앙위원회 위원장 | 1946년 8월 28일 ~ 1948년 3월 26일 | 북조선로동당                                  |
| 2기  | 김일성 (1948~1994) | 중앙위원회 위원장 | 1948년 3월 27일 ~ 1956년 4월 22일 | 북로당-남로당 합당                            |
| 3기  | 김일성 (1948~1994) | 중앙위원회 위원장 | 1956년 4월 23일 ~ 1961년 9월 10일 | 8월 종파사건                                  |
| 4기  | 김일성 (1948~1994) | 중앙위원회 위원장 | 1961년 9월 11일 ~ 1970년 11월 1일 | 김일성 유일체계 확립                          |
| 4기  | 김일성 (1948~1994) | 중앙위원회 총비서 | 1961년 9월 11일 ~ 1970년 11월 1일 | 총비서제 도입                                 |
| 5기  | 김일성 (1948~1994) | 중앙위원회 총비서 | 1970년 11월 2일 ~ 1980년 10월 9일 |                                               |
| 6기  | 김일성 (1948~1994) | 중앙위원회 총비서 | 1980년 10월 10일 ~ 2016년 5월 5일 | 김정일 후계자 추대                            |
| 6기  | 김정일 (1997~2011) | 중앙위원회 총비서 | 1980년 10월 10일 ~ 2016년 5월 5일 | 김일성 사망 후 김정일 추대 김정은 후계자 추대 |
| 6기  | 김정일 (1997~2011) | 당 총비서         | 1980년 10월 10일 ~ 2016년 5월 5일 |                                               |
| 6기  | 김정일 (1997~2011) |                   | 1980년 10월 10일 ~ 2016년 5월 5일 |                                               |
| 6기  | 김정일 (1997~2011) |                   | 1980년 10월 10일 ~ 2016년 5월 5일 |                                               |
| 6기  | 김정은 (2012~)     | 당 제1비서        | 1980년 10월 10일 ~ 2016년 5월 5일 | 김정일 사망 후 김정은 추대                    |
| 7기  | 김정은 (2012~)     | 당 위원장         | 2016년 5월 6일 ~ 2021년 1월 9일   | 위원장제 도입                                 |
| 8기  | 김정은 (2012~)     | 당 총비서         | 2021년 1월 10일 ~                 | 총비서직 복원                                 |

제1기 당중앙위원회는 1946년 8월 개최된 북조선로동당 제1차 대회에서 선출되었다. 첫 중앙위원회는 43명으로 구성되었고, 점차 증가하여 제7기 중앙위원은 235명으로 늘어났다. 투표권이 없는 후보위원은 북조선로동당 제2차 대회부터 선출되었다. 중앙위원회 전원회의는 1948년부터 1961년까지 연평균 2.4회가 개최되어 소련 공산당 중앙위원회 전원회의 개최 비율과 거의 비슷했다. 이 기간 동안에 열린 회의는 대부분 하루를 넘기지 않았다.
그러나 김일성 사후 김정일 시기에는 당이 유명무실화되면서 17년동안 중앙위원회 전원회의는 김정은 후계자 추대를 위한 단 한 차례밖에 열리지 않았다. 김일성 시기인 1993년 12월에 6기 21차 전원회의가 열렸으나 22차 회의는 2010년 9월에나 열렸고, 23차 회의는 김정일이 죽은 뒤 2013년 3월에나 개최되었다. 이처럼 김정일 집권기 내내 회의가 열리지 않으면서 6기 중앙위원회는 1980년에 선출되고도 36년이 지난 2016년에서야 임기가 만료되었으며, 2010년까지는 보선조차 이루어지지 않았다.

## 중앙위원 및 후보위원
2021년 1월, 조선로동당 제8차 대회에서 당중앙위원회 위원 139명과 당중앙위원회 후보위원 111명을 선출했다.

### 중앙위원
김정은, 최룡해, 리병철, 김덕훈, 김재룡, 리일환, 최휘, 박태덕, 김영철, 허철만, 김형식, 박명순, 최상건, 오일정, 김용수, 신룡만, 전현철, 조용원, 리히용, 박태성, 김여정, 리영식, 김성남, 홍승무, 장광명, 최동명, 정상학, 박성철, 리경철, 안금철, 현송월, 김병호, 장룡식, 김조국, 박광식, 김성기, 박광웅, 김정식, 조영철, 김세복, 박정남, 김성철, 정인철, 전태수, 박영민, 마종선, 태형철, 고길선, 오동일, 양승호, 오수용, 김영환, 리재남, 문경덕, 리철만, 박창호, 강봉훈, 김철삼, 리정남, 리태일, 신영철, 장영록, 림경만, 리선권, 전학철, 김충걸, 강종관, 김정남, 박훈, 리성학, 송춘섭, 리충길, 김승진, 김경준, 김승두, 장기호, 박정근, 장춘성, 김성룡, 김유일, 리영길, 정경택, 장정남, 김광철, 장광봉, 강윤석, 우상철, 장창하, 리홍섭, 강경호, 림영철, 심홍빈, 김금철, 주철규, 윤재혁, 박문호, 유진, 강학철, 리용헌, 김광남, 한영일, 김철하, 리광철, 노광철, 전일호, 리국철, 최병완, 박정천, 김수길, 김정관, 조경철, 방두섭, 림광일, 권태영, 강순남, 서홍찬, 권영진, 리두성, 박영일, 김명식, 김광혁, 김정길, 박수일, 최두용, 위성일, 박광주, 리태섭, 최춘길, 박명수, 송영건, 리영철, 김영복, 리봉춘, 최광일, 송석원, 곽창식, 한순철, 박지민, 최선희, 조춘룡, 박희철, 김인철, 리창대, 한광상

### 후보위원
김동일, 리성봉, 지명준, 리계봉, 리룡남, 김철수, 한룡국, 왕창욱, 리담, 강철구, 김일국, 채성학, 리철산, 조용덕, 리찬화, 김기룡, 서호원, 윤정호, 임경재, 주용일, 박혁철, 리혁권, 장경일, 진금송, 김충성, 최경철1, 남철광, 고정범, 서종진, 김영식, 심승건, 강권일, 승정규, 박철민, 장춘실, 박인철, 한종혁, 신홍철, 리성렬, 최희태, 강형봉, 김영철, 리형근, 박만호, 리성국, 신창일, 오경룡, 계명철, 박명선, 박종호, 김영남, 조준모, 리승호, 최명수, 신명선, 김진용, 리항걸, 한만흥, 양명철, 김광복, 송승철, 오춘영, 함세진, 김현일, 옥용수, 리정길, 리창길, 최성남, 안복만, 최장일, 고명철, 장경철, 한명수, 김선욱, 최승룡, 로익, 정연학, 최락현, 서원길, 김영철, 함남혁, 한성남, 김광영, 명송철, 홍만호, 태진혁, 리경일, 김명혁, 김형범, 김용구, 김수남, 리성도, 오금철, 문정웅, 최경철2, 강선, 김광욱, 허광일, 김정철, 리민철, 민희복, 리경천, 고명수, 김학철, 김주삼, 김춘교, 김용호, 림광웅, 김복남, 장창민, 김순철, 신창남, 마혁철, 박형렬, 곽정준, 리두일, 김두일, 곽영호, 려철웅, 안영환, 전승국,

## 중앙정치국
- 상무위원: 김정은, 김덕훈, 조용원, 최룡해, 리병철
- 위원: 리일환, 리영길, 김재룡, 전현철, 박태성, 정경택, 박수일, 박정근
- 후보위원: 최선희, 주창일, 강순남, 김상건, 김형식, 조춘룡, 한광상, 리철만, 김성남, 리선권, 리히용, 양승호, 주철규, 리창대, 리태섭, 우상철, 김수길

## 중앙비서국
- 총비서: 김정은
- 비서: 조용원, 리병철, 리일환, 리영길, 김재룡, 전현철, 박태성
- 각 부서 부장: 조용원, 주창일, 허철만, 한광상, 전현철, 최동명, 김성남, 조춘룡, 김상건, 리두성, 리철만, 리혜정, 박정남, 오일정, 김형식, 김용수, 김봉철, 리선권, 신룡만

## 중앙검열위원회
- 위원장: 리상원
- 제1부위원장: 정명학
- 부위원장: 리득남
- 위원: 김영환, 김금철, 김용선, 김명철

## 공식 신문 《로동신문》
- 책임 주필: 박영민[6]

## 주요 회의
2019년 4월 10일, 당 중앙위원회 제7기 제4차 전원회의가 열렸다.
2019년 12월 28일, 평양에서 노동당 중앙위원회 7기 5차 전원회의가 열렸다. 북한이 당 중앙위원회 전원회의를 이틀 이상 진행하는 것은 김일성 주석 집권 당시인 1990년 이후 처음인 것으로 알려졌다. 김정은 위원장이 사망 등을 이유로 통치를 할 수 없게 될 경우 '권한을 모두 김여정에게 집중한다'는 결정이 내려진 것으로 알려졌다.

## 같이 보기
- 조선로동당 제6차 대회
  - 제6기 제1차 전원회의 (1980년 10월)
  - 제6기 제2차 전원회의 (1980년 12월 19일~20일)
  - 제6기 제3차 전원회의 (1981년 4월 1일~2일)
  - 제6기 제4차 전원회의 (1981년 10월 4일)
  - 제6기 제5차 전원회의 (1982년 4월 3일)
  - 제6기 제6차 전원회의 (1982년 8월 29일~31일)
  - 제6기 제7차 전원회의 (1983년 6월 15일~17일)
  - 제6기 제8차 전원회의 (1983년 11월 29일~12월 1일)
  - 제6기 제9차 전원회의 (1984년 7월 6일~9일)
  - 제6기 제10차 전원회의 (1984년 12월 4일)
  - 제6기 제11차 전원회의 (1986년 2월 5일~8일)
  - 제6기 제12차 전원회의 (1986년 12월 27일)
  - 제6기 제13차 전원회의 (1988년 3월 7일)
  - 제6기 제14차 전원회의 (1988년 11월 28일~30일)
  - 제6기 제15차 전원회의 (1988년 12월 11일)
  - 제6기 제16차 전원회의 (1989년 6월 7일~9일)
  - 제6기 제17차 전원회의 (1990년 1월 5일~9일)
  - 제6기 제18차 전원회의 (1990년 5월 23일)
  - 제6기 제19차 전원회의 (1991년 12월 24일)
  - 제6기 제20차 전원회의 (1992년 12월 10일)
  - 제6기 제21차 전원회의 (1993년 12월 8일)
  - 제6기 제22차 전원회의 (2010년 9월 28일)
  - 제6기 제23차 전원회의 (2013년 3월 31일)
- 조선로동당 제7차 대회
  - 제7기 제1차 전원회의 (2016년 5월 6일)
  - 제7기 제2차 전원회의 (2017년 10월 7일)
  - 제7기 제3차 전원회의 (2018년 4월 20일)
  - 제7기 제4차 전원회의 (2019년 4월 10일)
  - 제7기 제5차 전원회의 (2019년 12월 28일)[7]
  - 제7기 제6차 전원회의 (2020년 8월 19일)[8]
- 조선로동당 제8차 대회
  - 제8기 제1차 전원회의 (2021년 1월 10일)[6]
  - 제8기 제2차 전원회의 (2021년 2월 8~11일)[9]
  - 제8기 제3차 전원회의 (2021년 6월 15~18일)[10]
  - 제8기 제4차 전원회의 (2021년 12월 27일-)[11]